# Tathodelta
Tathodelta is een geslacht van vlinders van de familie spinneruilen (Erebidae), uit de onderfamilie Calpinae.

## Soorten
- T. aroensis Bethune-Baker, 1906
- T. furvitincta Hampson, 1926
- T. malayana Hampson, 1926
- T. niveigutta Strand, 1920
- T. purpurascens Hampson, 1893
- T. undilinea (Hampson, 1926)